# Glashausen
Glashausen ist eine Wüstung östlich von Oberstenfeld im Landkreis Ludwigsburg in Baden-Württemberg. Der Ort entstand möglicherweise im hohen Mittelalter aus einer Glashütte des Stifts Oberstenfeld und war bis ins 15. Jahrhundert bereits wieder abgegangen.

## Geschichte
Glashausen wurde erstmals unter den Besitztümern des Stifts Oberstenfeld in einer Urkunde von Papst Innozenz IV. vom 11. Dezember 1247 erwähnt. Historischen Quellen zufolge befand sich der Ort im Tal der Kurzach zwischen dem heute zu Oberstenfeld zählenden Ort Gronau und dem zu Spiegelberg zählenden Weiler Kurzach. Der Ort wird in mehreren Urkunden genannt, wobei sich aus den Urkunden des 15. Jahrhunderts ergibt, dass der Ort zu jener Zeit bereits abgegangen war. 1568 wird ein Brunnen genannt, der vermutlich in Zusammenhang mit der abgegangenen Siedlung steht. Später erscheint Glashausen lediglich noch als Flurname, 1677 als Claußhausen, nach 1685 wird der Ort nicht mehr erwähnt.
Über zeitliche und räumliche Zusammenhänge schließt man darauf, dass die Siedlung aus einer hochmittelalterlichen Glashütte des Stifts Oberstenfeld hervorgegangen sein könnte. Glasbedarf könnte für den Bau der Klosterkirche in Oberstenfeld sowie für das Kloster Mariental und den mittelalterlichen Herrenhof der Markgrafen von Baden in Steinheim an der Murr bestanden haben. Belege für eine Glasproduktion in Glashausen fehlen jedoch. Andere Quellen sehen den Ort mit dem 1677 genannten Flurnamen Claußhausen daher eher in Zusammenhang mit dem in Oberstenfeld häufig anzutreffenden Namen Claus.